# Arata Iura
Pour les articles homonymes, voir Iura.
Arata Iura (井浦 新, Iura Arata), connu sous le nom de scène Arata, né le 15 septembre 1974 à Hino, est un acteur, mannequin et styliste japonais. Il est le directeur de la marque Elnest Creative Activity.

## Filmographie partielle

### Au cinéma
- 1998 : After Life (ワンダフルライフ, Wandafuru raifu?) de Hirokazu Kore-eda : Takashi Mochizuki
- 1999 : Sheidii gurōvu : Shingo Kono
- 2000 : Hakata Movie: Chinchiromai : Masaki
- 2001 : Distance (ディスタンス, Disutansu?) de Hirokazu Kore-eda : Atsushi
- 2002 : Ping pong : Makoto Tsukimoto / Smile
- 2004 : Aoi kuruma : Richio
- 2005 : Gina K
- 2005 : Mayonaka no Yaji-san Kita-san : The Bartender
- 2007 : Yūheisha - terorisuto
- 2007 : The yakiniku mūbii: Purukogi
- 2008 : United Red Army (実録・連合赤軍 あさま山荘への道程, Jitsuroku rengō sekigun: Asama sansō e no michi?) de Kōji Wakamatsu : Hiroshi Sakaguchi
- 2008 : Suna no kage
- 2008 : 20-seiki shōnen: Honkaku kagaku bōken eiga : Masao Tamura
- 2008 : Hebi ni piasu : Shiba
- 2009 : 20-seiki shōnen: Dai 2 shō - Saigo no kibō : The Thirteenth
- 2009 : John Rabe, le juste de Nankin : Major Ose
- 2009 : Air Doll (空気人形, Kūki ningyō?) de Hirokazu Kore-eda : Junichi
- 2009 : Urutora mirakuru rabu sutōrii : Kaname Shimada
- 2009 : 20-seiki shōnen: Saishū-shō - Bokura no hata : No. 13
- 2009 : Toruso
- 2010 : Shibuya
- 2010 : Le Soldat dieu (キャタピラー, Kyatapirā?) de Kōji Wakamatsu : un officier militaire
- 2010 : Soranin : Saeki
- 2010 : Zatōichi: The Last (座頭市 THE LAST?) de Junji Sakamoto : Juzo
- 2010 : Hanamizuki : Keiichi hirasawa
- 2010 : Yukizuri no machi : Fumihiko
- 2012 : Our Homeland (Kazoku no kuni) : Sonho
- 2012 : Kaien Hoteru · burū
- 2012 : 25 novembre 1970 : le jour où Mishima choisit son destin (11・25自決の日 三島由紀夫と若者たち, 11.25 Jiketsu no Hi: Mishima Yukio to Wakamonotachi?) de Kōji Wakamatsu : Yukio Mishima
- 2012 : Sennen no yuraku
- 2012 : Bakugyaku famiiria : Ken igarashi
- 2012 : Sū-chan, Mai-chan, Sawako-san
- 2013 : Tel père, tel fils (そして父になる, Soshite chichi ni naru?) de Hirokazu Kore-eda
- 2013 : Sayonara keikoku
- 2013 : Miroku : Devil
- 2013 : Gakutai no usagi : Hisao okuda
- 2013 : Ji ekisutoriimu sukiyaki : Doguchi
- 2015 : Itamu hito
- 2015 : Shirakawa yofune : Iwanaga
- 2017 : Hikari (光?) de Tatsushi Ōmori : Nobuyuki Kurokawa
- 2018 : Dare to Stop Us (止められるか、俺たちを, Tomerareru ka, oretachi o?) de Kazuya Shiraishi : Kōji Wakamatsu
- 2019 : Dragon Quest: Your Story : Mildrath
- 2020 : True Mothers (朝が来る, Asa ga kuru?) de Naomi Kawase

### À la télévision

#### Téléfilms
- 2011 : Saigo no bansan (最後の晩餐 刑事・遠野一行と七人の容疑者?) (TV Asahi)
- 2013 : Rich Man, Poor Woman in New York (リッチマン，プアウーマン in ニューヨーク?) (Fuji Television)
- 2013 : Koi SP (恋?) (TBS)
- 2017 : The Negotiator: Behind the reversion of Okinawa (返還交渉人 いつか、沖縄を取り戻す?) (NHK BS Premium)

## Jeux vidéo
- 2015 : Yakuza Zero : Tetsu Tachibana